# Tagna
Tagna (ros. Тагна) – wieś (dieriewnia) w Rosji, w obwodzie irkuckim, w rejonie załarińskim. W 2010 liczyła 575 mieszkańców.